# Forces françaises de l'intérieur
Pour les articles homonymes, voir FFI.

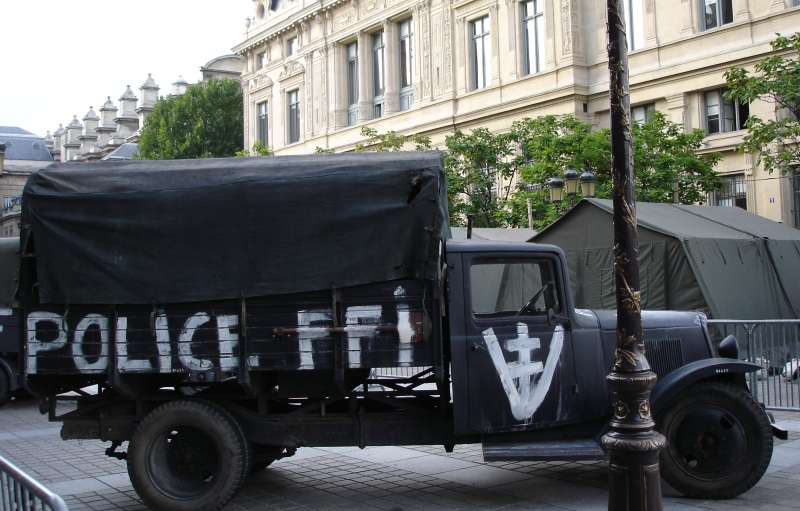
Reconstitution d’un véhicule des FFI tel quel, à la libération de Paris.

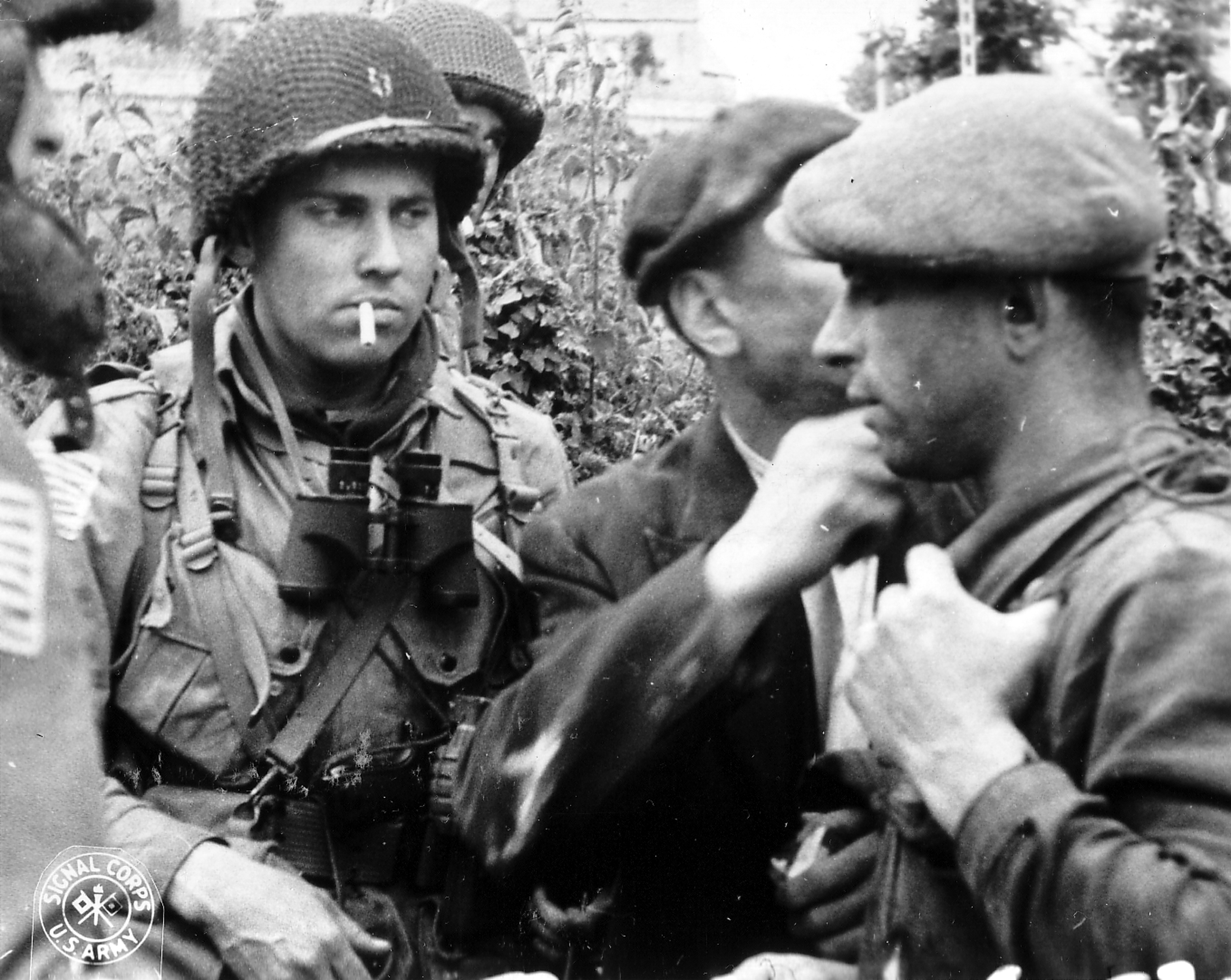
Maquisards et troupes régulières se concertent après le débarquement de Normandie.

Les Forces françaises de l’intérieur (FFI) sont le résultat de la fusion, au 1er février 1944, des principaux groupements militaires de la résistance intérieure française qui s’étaient constitués de 1940 à 1944 dans la France occupée : l’Armée secrète (AS, gaulliste, regroupant les mouvements Combat, Libération-Sud, Franc-Tireur), l’Organisation de résistance de l’armée (ORA, giraudiste), les Francs-tireurs et partisans (FTP, communistes), etc.

## Description
La fusion s’opéra en février 1944 à l’instigation notamment de Jacques Bingen,. Elle n’était pas destinée seulement à unifier et à donner un cadre « légal » aux forces de la Résistance intérieure, mais aussi à les structurer de manière hiérarchique. C’est le COMAC ou COMIDAC, organe créé en février 1944 par les différents mouvements de résistance sous le commandement du général Dejussieu,, qui organise les FFI avant son arrestation en mai 1944.
Les FFI jouèrent un rôle non négligeable dans la préparation du débarquement allié en Normandie de juin 1944 et dans la libération de la France. Le commandant des forces alliées en Europe, le général Eisenhower, estima l’aide apportée par les FFI à l’équivalent de quinze divisions régulières. Certains historiens relativisent aujourd’hui ce jugement : selon Jean-François Muracciole, spécialiste de la Résistance, « sans l’aide de la Résistance, les Alliés auraient sans doute libéré la France en respectant un calendrier guère différent ». Les effectifs des FFI étaient de 100 000 en janvier 1944, 200 000 en juin et 400 000 en octobre. Selon la base de données Titres, homologations et services pour faits de résistance du site Mémoire des hommes, 252 000 dossiers individuels FFI ont été homologués.
À l’issue de la libération de la France, 114 000 FFI au total (30 %), s’intégrèrent ensuite dans l’armée française régulière, en particulier au sein de la 1re armée du général de Lattre de Tassigny, dans le cadre de ce qui a été appelé à l’époque « l’amalgame » des Résistances intérieure et extérieure.
Les pertes des FFI, longtemps estimées à environ 20 000, ont été revues à la baisse par des recherches récentes. Elles sont de 13 679 FFI tués dont 3 000 victimes d’exécutions sommaires. 70 % des tués l’ont été entre juin et septembre 1944.

## Commandement central des FFI

### EMFFI
L’état-major des Forces françaises de l’intérieur (EMFFI), créé en avril 1944, est dirigé par le général Dejussieu, puis par Alfred Masseret dit « Joinville ». Dès avant, le GPRF avait désigné des délégués militaires.

### Délégués militaires
- Un délégué militaire national (DMN) en France :
  1. commandant Pierre Marchal « Hussard »
  2. commandant Louis Mangin « Losange » (1943-1944) ; adjoint Jacques Chaban-Delmas « Arc »
  3. commandant Maurice Bourgès-Maunoury « Polygone » ; adjoint Jacques Chaban-Delmas « Arc »
  4. colonel Paul Ély « Algèbre »,
  5. général Jacques Chaban-Delmas « Arc »
- Deux délégués militaires de zone (DMZ), mis en place par le BCRA à l’été 1943 :
  - DMZ Nord :
    1. commandant Pierre Marchal « Hussard » (1943),
    2. Jacques Chaban-Delmas « Arc » (1943),
    3. colonel André Rondenay « Lemniscate », « Jarry » (1944).

  - DMZ Sud :
    1. colonel Paul Ély « Algèbre » (1943),
    2. commandant Maurice Bourgès-Maunoury « Polygone » (1944).
- 12 délégués militaires régionaux (DMR).
- Des délégués militaires départementaux (DMD).

### COMAC
Le COMAC ou Comidac (Comité d’action militaire), censé regrouper à la fois des représentants d’Alger (CFLN-GPRA) et des résistants de l’intérieur (CNR). Les membres sont les suivants :
- mouvements de zone sud :
  1. Maurice Chevance-Bertin,
  2. Maurice Kriegel-Valrimont ;
- mouvements de zone nord :
  1. Jean de Vogüé « Vaillant » ;
- Front national :
  1. Pierre Villon ;
- représentant du CNR :
  1. Marcel Degliame,
  2. Pierre Villon ;
- chef de l’état-major national des FFI :
  1. Général Pierre Dejussieu,
  2. Alfred Malleret, représentant des FFI ;
- délégué militaire national représentant le CFLN d’Alger :
  1. Louis-Eugène Mangin,
  2. Jacques Chaban-Delmas ;
- conseiller technique : général Georges Revers.

Un autre Comidac existe à Alger.

## Organisation régionale des FFI

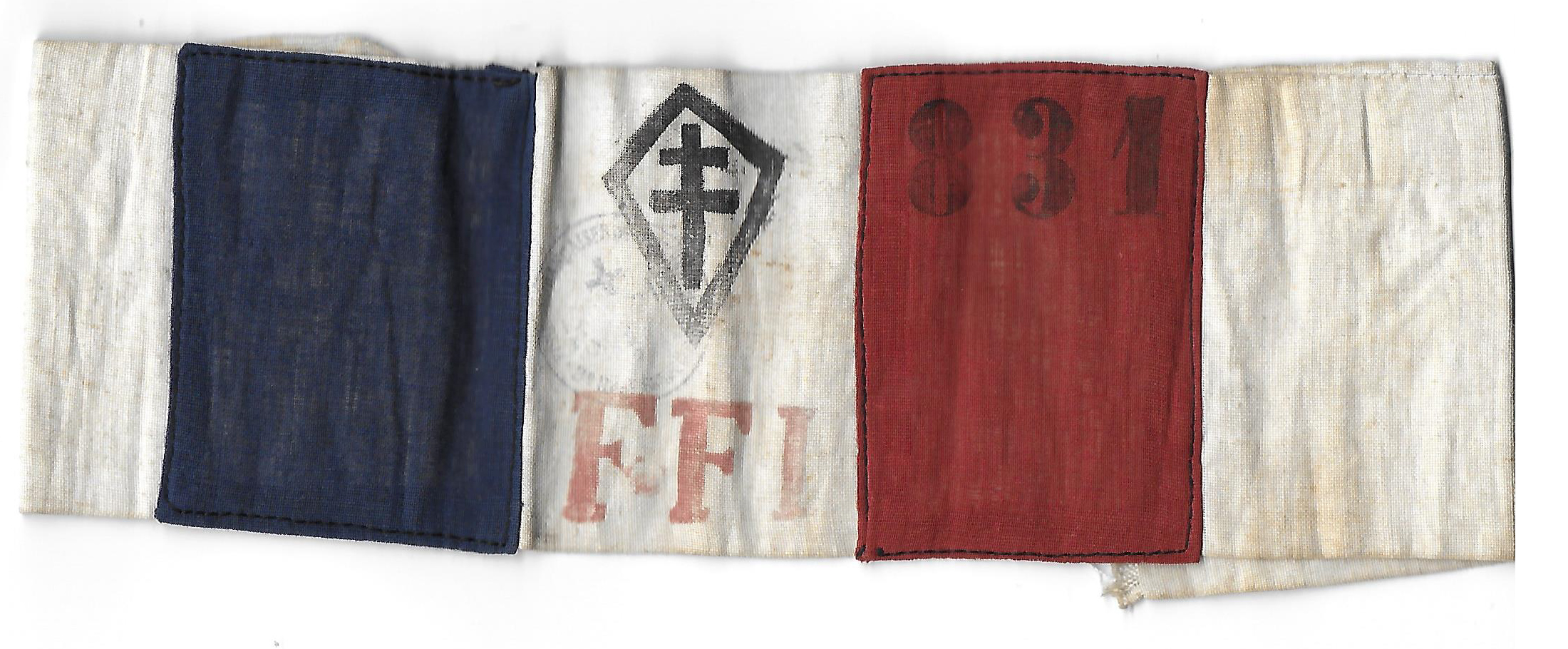
Brassard FFI (collection personnelle)

L’état major des FFI a nommé, dans chacune des régions qu’il a définies :
- un commandant régional des FFI ;
- un délégué militaire régional (DMR), avec un surnom géométrique : carré, circonférence, diagonale, ellipse, hypoténuse, orbite, polygone, pyramide, etc.[12] ;
- un responsable des opérations aériennes, Section des atterrissages et des parachutages (SAP), avec un surnom venant des titres : « Archiduc », « Pacha », « Pape », « Sultan », etc.

Ces chefs, arrivant dans des régions qu’ils ne connaissaient souvent pas, n’ont parfois joué qu’un rôle de vague coordination, le véritable pouvoir opérationnel restant souvent entre les mains des chefs des réseaux locaux et des maquis. Une exception notable est le DMR Valentin Abeille, qui réussit à regrouper les forces des 14 départements sous sa responsabilité malgré les problèmes de défiance de principe auxquels il a dû faire face et l’organisation inconsistante dont il avait héritée. Ce n’est probablement pas une coïncidence s’il fut affecté au secteur où eut lieu le débarquement de Normandie, et c’est le commandement décentralisé qu’il accepta au grand dam du haut commandement (mais avec la compréhension d’Henri Frenay, délégué militaire de la zone Nord) qui permit a ses unités de rester opérationnelles malgré son décès juste avant le débarquement, mais aussi lorsque presque tout le commandement du Nord-Ouest fut décimé par la Gestapo.
La plupart des chefs régionaux des FFI et des DMR ont été faits compagnon de la Libération.

### Zone sud
Région R1 : Rhône-Alpes (Lyon).
- Commandant FFI R1 :
  1. colonel Albert Chambonnet[14] ;
  2. Alban Vistel[Bio 3],[15].
- DMR R1 :
  1. Maurice Bourgès-Maunoury « Polygone »[16]. Adjoint : Charles Gaillard « Triangle » ;
  2. Paul Leistenschneider « Carré »[Bio 4],[17].
- Chef du Service d’opérations aériennes (ou section atterrissages-parachutages, SAP) :
  1. Paul Rivière « Galvani » et « Marquis »[18] ;
  2. Pierre-Paul Ulmer[19].

Région 2 : Provence-Côte d’Azur (Marseille) - R2 couvre : Alpes-Maritimes, Bouches-du-Rhône, Basses-Alpes, Gard, Hautes-Alpes, Vaucluse, Var
- Commandant FFI R2 :
  1. Robert Rossi[20],[21] ;
  2. Jacques Renard « Turpin »[Bio 5],[22] ;
  3. Henri Simon[Bio 6].

- DMR R2 :
  1. Robert Burdet « Circonférence »[23].
- Responsable atterrissages-parachutages : Camille Rayon « Archiduc »[23]. Adjoints Petitjean « Binette » et Gaillard « Triangle ».

Région R3 : Languedoc-Roussillon (Montpellier) - R3 couvre : Aude, Aveyron, Hérault, Lozère, Pyrénées Orientales
- Commandant FFI R3 : (…)
- DMR R3 :
  1. Paul Leistenschneider « Carré »[Bio 7],[17] ;
  2. colonel Jacques Picard « Sultan »[24] ;
  3. Lucien Cambas « Trapèze »[Bio 8],[25].

Région R4 : Sud-Ouest (Toulouse) - R4 couvre : Lot, Lot-et-Garonne, Tarn, Tarn-et-Garonne, Gers, Hautes-Pyrénées, Ariège et Haute-Garonne
- Commandant FFI R4 :
  1. Serge Ravanel ;
  2. Jean-Pierre Vernant « colonel Berthier ». Adjoint[Bio 9] : Commandant Sarda de Caumont, « Rosette »[26].
- DMR R4 :
  1. Paul Leistenschneider « Carré »[Bio 10],[17] ;
  2. Bernard Schlumberger « Droite »[27] ;
- Colonne R4 dite «FFI de Toulouse»[Bio 11] : colonel Maurice Redon « Durenque ».

Région R5 : Limousin (Brive-la-Gaillarde puis Limoges) - R5 couvre : Corrèze, Creuse, Dordogne, Vienne, Haute-Vienne
- Commandant FFI R5 :
  1. colonel Maurice Rousselier « Rivier »[Bio 12],[28].
- DMR R5 :
  1. Eugène Déchelette « Ellipse »[Bio 13],[29].
- Chef SAP : Alain Grout de Beaufort[Bio 14].

Région R6 : Auvergne (Clermont-Ferrand) - R6 couvre : Allier, Cantal, Haute-Loire, Puy-de-Dôme voir aussi sud du Cher
- Commandant FFI R6 :
  1. Émile Coulaudon « colonel Gaspard »[Bio 15],[30].
- DMR R6 :
  1. Alexandre de Courson de la Villeneuve « Pyramide »[Bio 16],[31] ;
  2. Puis Guy Vivier, « Isotherme »[32] ;
- Chef de la Section des Atterrissages et des Parachutages (SAP) :
  1. Paul Schmidt « Kim »[Bio 17],[33] ;
  2. Alain Grout de Beaufort « Jac »[Bio 18],[34] ;
  3. Yves Léger « Évêque »[Bio 19] ;
  4. Pierre-Paul Ulmer[Bio 20].

### Zone nord

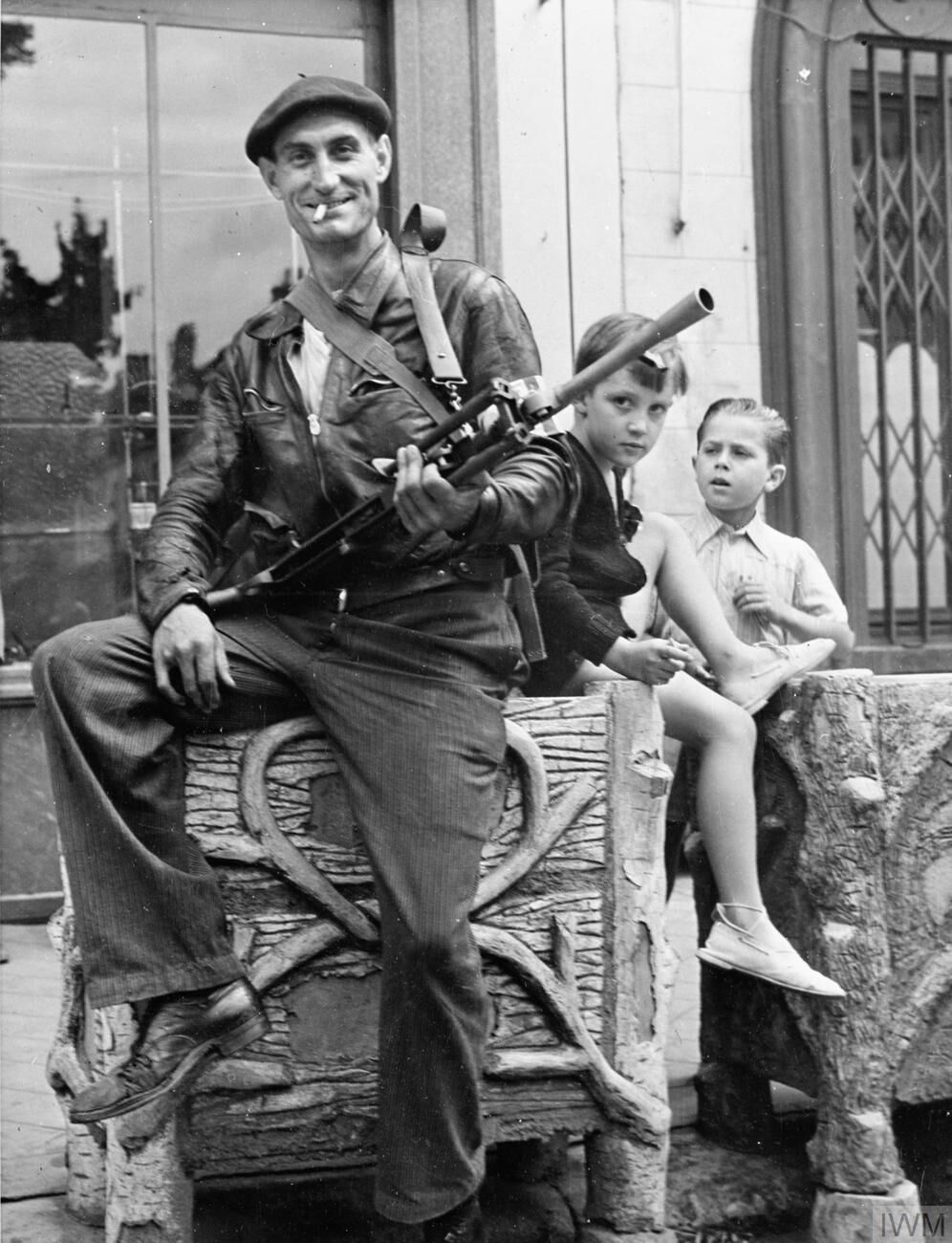
Membre des FFI à Châteaudun en 1944.

En zone Nord, les régions étaient définies par des lettres.
Région P (Paris) – La région P couvre :
- Commandant des FFI RP : Max Duval ;
- DMR RP : André Boulloche « Segment » (X-Pont, ingénieur, compagnon de la Libération, futur député et ministre SFIO-PS)[35] mais il est arrêté.
  1. André Rondenay « Lemniscate »[Bio 21],[36].

Région A (Amiens) – La région A couvre : Aisne, Nord, Pas-de-Calais, Somme et Seine-inférieure.
- Commandant des FFI RA :
  1. Gaston Dassonville (instituteur, communiste, réseau Voix du Nord, député en 1946-1955)[37],[38].
- Chef d’état-major FFI RA :
  1. Jean Lejeune « Bastien »[39].
- DMR RA :
  1. Raymond Fassin « Sif », « Piquier » ou « Comète »[37].
  2. Guy Chaumet « Cissoïde » ou « Mariotte »[40],[37],[41].
- Responsable du BOA RA : Pierre Deshayes alias « Capitaine Jean-Pierre »[42].
- Chef Section des Atterrissages et des Parachutages (SAP) RA : Paul Rivière (compagnon de la Libération)[18].

Région B (Bordeaux) – La région B couvre : Basses-Pyrénées, Landes, Gironde, Charente-Maritime, Vendée, Deux-Sèvres.
- Commandant des FFI RB :
  1. le général Jean-Baptiste Morraglia « Lemaître »[43].
- DMR RB :
  1. Claude Bonnier, « Hypoténuse »[44],[45]. Adjoint : Jacques Nancy « Sape »[Bio 22]
  2. Gaillard, « Triangle ».
- chef du Bureau des opérations aériennes (BOA) RB : Guy Chaumet.

Région C (Châlons-sur-Marne) – La région C couvre 8 (ou 6 ?) départements de l’Est de la France, dont l’Alsace et la Lorraine.
- Commandant des FFI RB :
  1. Gilbert Grandval[35]. Adjoint : Jean Bertin[Bio 23]
- DMR RC :
  1. André Schock « Diagonale ».
  2. Gilbert Grandval « Planète »[Bio 24],[35].
- Chef du Bureau des opérations aériennes (BOA) :
  1. Michel Pichard (compagnon de la Libération).
- Effectif : « Les effectifs militaires de la Région C sont de l’ordre de 30 000 hommes à l’été 1944 dont 2 500 maquisards mais assez pauvrement armés »[35]. Bilan : « De juin à septembre 1944 plus de 1 000 câbles ont été échangés avec l’État-major du général Kœnig, commandant des FFI et on dénombre 700 sabotages ou action de guérilla dans la Région C »[35].

Région D (Dijon) – La région D couvre : Bourgogne, Franche-Comté)
- Commandant des FFI RD :
  1. Colonel Baruteau[Bio 25]
  2. Claude Monod[46].
- DMR RD :
  1. Pierre Hanneton « Ligne ».
  2. Davout d’Auerstaedt « Ovale ».
- Effectifs : 25 000 hommes, selon Claude Monod[46] ou 22 000 [47].

Région M (Le Mans) – La région M couvre : Normandie, Bretagne et Anjou, mais empiétera parfois par nécessité sur la région P.
La région M est la plus grande région des FFI comprenant 14 départements (Normandie, Bretagne, Anjou). Les difficultés à gérer cette région pendant le débarquement étant prévisibles, elle fut sous-divisée en quatre régions nommées M1 à M4 dont le commandement sera en constante évolution à cause de la Gestapo qui réussira souvent à capturer ou tuer ses dirigeants dans les mois entourant le débarquement de Normandie. La plupart du temps, un délégué régional ou même de département géra deux régions à la fois, parfois la région au complet par nécessité et souvent en dépit des ordres du haut commandement qui est de toute façon déconnecté de la réalité complexe et constamment changeante sur le terrain. La nature décentralisée du commandement local a permis de garder les unités effectives malgré les problèmes de communications, et le sentiment de solidarité encouragée par Jean Kammerer a permis de conserver la cohérence des actions malgré l’impossibilité pour le haut commandement de faire appliquer des ordres précis. Au grand dam du haut commandement habitué à la hiérarchie, le commandement décentralisé à l’extrême sera de facto la méthode la plus efficace de diminuer les effets des forces allemandes qui vont constamment perturber la chaîne de commandement, dont les éléments sont souvent neutralisés après avoir été en poste que quelques semaines, voire quelques jours.
- Commandant des FFI RM : (..)
- DMR RM :
  1. Valentin Abeille « Fantassin » puis « Méridien »[48]. Il a pour adjoint le chef FFI Maurice Guillaudot (compagnon de la Libération). Gère personnellement les sous-régions M2 et M3 en plus de coordonner l’ensemble des régions.
  2. Jean Kammerer « Archer », « Éric » et « Parallèle »[Bio 26],[49] gérait les sous-régions M1 et M4, et il prendra en charge toute la région M après la capture de Valentin Abeille jusqu’à sa capture le 24 juin (comme beaucoup d’autres, il avala une pastille de cyanure pour éviter de parler). Le fonctionnement, presque en symbiose, avec son supérieur hiérarchique est en fait une relation de collaboration profonde et d’amitié plutôt que d’autorité, typique de la résistance française[13].
- Chef d’opérations aériennes de la région M :
  - Jean-François Clouët des Pesruches « Galilée » ; et/ou Édouard Paysant « Tinchebray »[49].

Sous-région M1 - La sous-région M1 couvre : Orne, Sarthe, Mayenne.
- Le lieutenant-colonel Robert Kaskoreff (alias « Jean Birien », « Bellaire », « Gertal » et « Lambert ») sera responsable des 7 départements des sous-régions M1 et M2 à partir du 7 juin[50]. Il assumera la fonction de DMR de la région M après la capture de 14 dirigeants le 24 juin 1944 (dont Jean Kammerer) sans attendre d’en avoir reçu l’ordre. Les communications sont extrêmement difficiles et les ordres du haut commandement sont régulièrement ignorés car jugés trop décalés de la réalité du terrain. Ce dernier a d’ailleurs de la difficulté à accepter la structure de commandement décentralisée qui a été mise en place, qui permet toutefois aux unités de rester opérationnelles et de se réorganiser toutes seules quand il n’y avait plus de DMR.
- Chef des opérations aériennes M1 et M4 : « Gros » (vers juin 1944) puis « Croisé » (vers juin 1944)[49].

Sous-région M3 – La sous-région M3 (Bretagne) couvre : Finistère, Côtes-du-Nord, Morbihan, Ille-et-Vilaine.
- Commandant des FFI :
  1. général Audibert[51],
  2. général Marcel Allard[52][réf. à confirmer]
- Délégué militaire régional : [...]

Sous-région M4 – La sous-région M4 couvre : Calvados, Manche, Eure.
- Chef des opérations aériennes M1 et M4 :
  1. André Gros (« Grand-Valet » et « Galilée ») – (vers juin 1944)
  2. « Croisé » (vers juin 1944)[49].

Sous-région Pays-de-Loire, Anjou, Normandie
- Commandant des FFI : [...]
- Délégué militaire régional pour les Pays de Loire, l’Anjou et la Normandie : Jean-François Clouët des Pesruches, cette fois-ci « Orbite »[53].
- Effectifs : « Au moment où la 3e armée américaine du général Patton et la 9e armée US pourchassent l'ennemi vers Chartres et Orléans, "Orbite" est un auxiliaire précieux pour protéger les flancs des armées alliées à la tête de 2 500 FFI armés par les récents parachutages d'armes organisés par ses soins[53] ».

## Organisation départementale des FFI
Méthodologie
- La liste des chefs départementaux des FFI est difficile à établir car fluctuante au gré des arrestations et des combats. Il peut y avoir des confusions entre chef des FFI (chefs aux profils militaires) et chef des comités départementaux de libération (CDL) (chefs aux profils plus civils).
- Nous les avons regroupés, par facilité selon les régions administratives actuelles de la France (éventuellement différentes de « régions » de la Résistance).
- Cette liste illustre bien la diversité de la Résistance, d’où l’intérêt de retrouver la profession et l’engagement politique de ces hommes :
- Il apparaît que les chefs départementaux des FFI portaient souvent le grade de commandant ou de colonel de la Résistance.

### Île-de-France (Région P1)

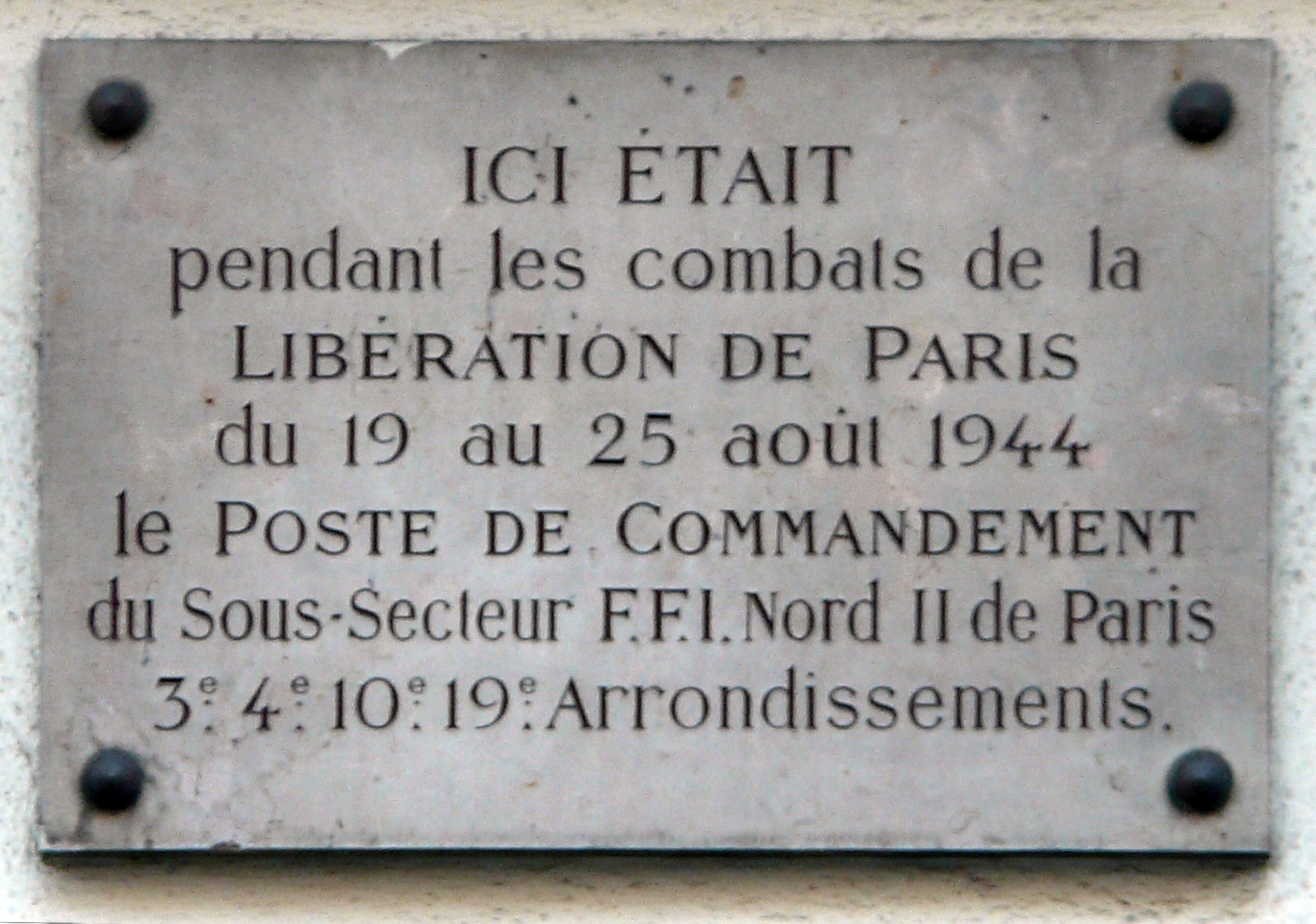
Plaque apposée sur la façade de l’immeuble sis 36 rue de Crimée à Paris dans le, siège du Commandement du sous-secteur FFI Nord II de Paris (3e, 4e, 10e et 19e arrondissements) pendant les combats de la libération de Paris, du 19 au 25 août 1944

- commandant régional des FFI : Pierre Pène dit Périco (X1922, ingénieur colonial, résistant OCM, compagnon de la Libération) mais arrêté en avril[54]. Puis Henri Rol-Tanguy (ouvrier communiste (CGT), résistant FTP, compagnon de la Libération) à partir du 1er juin 1944[55].
  - chef d’état-major régional : lieutenant-colonel puis colonel Pierre Avia "Canon".

- département de la Seine (dont Paris) :
  - Commandant des FFI : Aimé Lepercq (ingénieur, directeur de sociétés, résistant OCM), de septembre 1943 jusqu’au 8 mars 1944, date de son arrestation par la Gestapo, premier commandant des forces paramilitaires puis des Forces françaises de l’intérieur (FFI) de Paris[56]. Pierre Lefaucheux lui succède en mars 1944 jusqu’à son arrestation en juin 1944[57],[58],[59],[60]. Le colonel Teissier de Marguerittes[61], « Lizé »[61],[62],[63],[64] succède à Lefaucheux en tant qu’adjoint de Rol-Tanguy pour le département de la Seine.
  - Chef du Comité parisien de la Libération : André Tollet (ouvrier tapissier, communiste, secrétaire de l’Union des syndicats CGT clandestins de la Région parisienne).
  - Chef FFI du secteur Nord (Aubervilliers-Stains-Drancy) : Henri Manigart.

- Seine-et-Oise :
  - Commandant des FFI Nord du département : Philippe Viannay (étudiant catholique de droite, fondateur du réseau Défense de la France)[55].
  - Commandant des FFI Sud du département : Jacques Pastor (agrégé de sciences naturelles, communiste, résistant Front national)[55],[65],[60].

- Seine-et-Marne :
  - Commandant des FFI : Hubert Desouche, dit Dugas (résistant de Turma-Vengeance)[55].

- Oise :
  - Commandant des FFI : Fromont (ou Fromonot) Monturat, dit Dupont (résistant de CDLR)[55].
  - Commandant du secteur Marly-le-roi / Noisy-le-roi / Bailly Fernand Darnel

### Région Nord-Pas-de-Calais
- Nord : commandant Henry (également commandant du secteur de Lille)
- Pas-de-Calais : chef FFI : [...]
  - Président du CDL du Pas-de-Calais : Gaston Dassonville (élu en novembre 1943) (il sera également chef régional des FFI, lire plus haut sur l’organisation régionale)[66].

### Région Picardie
- Chef départemental FFI de la Somme (RA1) :
  1. Augustin Petin « Breton »[Bio 27].
- Aisne :
- Oise :

### Région Champagne-Ardenne
- Marne : commandant Pierre Bouchez (résistant de CDLR, officier de réserve, responsable patronal de Reims).
  - Président du comité départemental de libération (CDL) : Michel Sicre (syndicaliste communiste).
- Ardennes : commandant Fournier (garçon coiffeur, résistant de l’OCM).
  - Président du comité départemental de libération (CDL) : docteur Jullich (ancien président radical-socialiste du conseil général).
- Haute-Marne : colonel de Grouchy (résistant de l’ORA, officier à la retraite).
  - Président du comité départemental de libération (CDL) : Robert Vauthier (Parti socialiste).
- Aube : commandant Alagiraude (directeur du Centre de libération des prisonniers de guerre de Troyes, résistant de l’Armée secrète).
  - Président du comité départemental de libération (CDL) : Gabriel Thierry (Libé-Nord).

### Région Lorraine
- Meuse : Yvan Beausire dit Leclerc (ancien chef des groupes FFI et du maquis de Senon), Jean Bertrand dit Agnelet, puis Pierre Jolly, FTP, sont chef d’état-major des FFI de la Meuse.
- Vosges : commandant Gonand (chef du 4e Groupement des FFI des Vosges)[67], Auguste Delafenêtre, responsable du 2e groupe des FFI des Vosges[Bio 28],[68].
- Meurthe-et-Moselle : Charles Thomas dit César (ancien capitaine de régiment étranger).
- Moselle (annexée au Reich) : Alfred Krieger dit commandant Grégor (résistant du réseau Mithridate)[69].

### Région Alsace
L’organisation des FFI d’Alsace a été définie lors des Réunions de Grendelbruch (1944).
Les FFI sont dissous le 19 septembre 1944 et une partie est intégrée dans l’armée française. À cette date, L’Alsace n’est pas encore libérée. Les FFI alsaciens prennent alors le nom de FFI d’Alsace (FFIA). Ils sont dissous le 5 février 1945 et remplacés par le Bataillon du Rhin jusqu’à ce que l’armée française contrôle la rive allemande du Rhin.
- Commandant régional des FFI d’Alsace (FFIA) : Marcel Kibler alias « Marceau », chef de la Septième Colonne d’Alsace (réseau Martial) et des Groupes mobiles d’Alsace[70].
- Responsable pour le Bas-Rhin : Georges Kiefer alias « François » membre fondateur de la Septième Colonne d’Alsace (réseau Martial)[72].
- Responsable pour le Haut-Rhin : Paul Winter alias « Daniel » membre fondateur de la Septième Colonne d’Alsace (réseau Martial)[72].

### Région Franche-Comté
- Haute-Saône : Paul Guépratte.
- Doubs : commandant René Vincent[73][réf. incomplète].
- Jura : commandant Foucaud (officier d’active) (tué en avril 1944). En mai 1944, Romuald Vandelle « commandant Louis » (polytechnicien, compositeur de musique).

### Région Bourgogne
- Saône-et-Loire :
  - Chef CDL : Georges de la Ferté-Sénectère « commandant Ferrand »
- Côte-d’Or :
  1. colonel Pratt (officier, résistant ORA). Adjoint : commandant aviateur Balay (officier, résistant ORA). En mai 1944, le colonel Pratt et le commandant Balay sont arrêtés et déportés. Le nouveau chef FFI est le colonel René Alizon « commandant Guy » (officier d’artillerie, rejoint l’ORA)[74].

  - Chef CDL : [...]
- Nièvre : le colonel Roche « Moreau » (chef de Libération Nord).
  - Président du CDL de la Nièvre : Pierre Gauthé.
- Yonne :
  1. Marcel Choupot « commandant Chollet » nommé en mai 1944, puis fusillé par les Allemands en août 1944.
  2. Adrien Sadoul « colonel Chevrier ». FFI de l’Yonne deviennent le 1er régiment du Morvan (à préciser).

  - Chef CDL : [...]

### Région Centre-Val de Loire
- Cher-Nord : le colonel « Colomb » Arnaud de Vogüé ;
- Eure-et-Loir : Maurice Clavel « Sinclair »[75], Pierre July « Lucy » dans la région de Dreux ;
- Indre : le colonel Chomel « Charles Martel » ;
- Indre-et-Loire :
- Loir-et-Cher : zone nord, lieutenant-colonel Henri de La Vaissière « Vaslin » ; zone sud, lieutenant-colonel Vésine de la Rüe « Bayard, Dufour » ;
- Loiret : chef de bataillon Auguste Watremez ; sergent chef Jack Martin.

### Région Normandie
- Seine-Inférieure : lieutenant-colonel Michel Multrier (polytechnicien et officier, chef de FORA de la Seine-Inférieure).
  - Chef du CDL : Charles Guénard (Front national).
  - Effectifs : « 15 octobre 1943, 3 800 hommes et femmes. 1er juin 1944, 10 330 hommes et femmes. […] Le 20 juin 1944, les FFI disposaient environ 2500 hommes mal armés qui provenaient des FTPF, de l’ORA, du BOA, et Libé-Nord et de divers groupes FN ou indépendants. […] Jusqu’au 2 septembre, les pertes allemandes sont chiffrées par le lieutenant-colonel Multrier, commandant les FFI, à 625 tués et 8649 prisonniers. Du 6 juin au 13 septembre, les pertes FFI furent de 149 tués et 97 blessés »[76].
- Eure : Marcel Baudot (archiviste départemental) « commandant Breteuil »[77].
  - Chef du secteur Vernon, Pacy-sur-Eure, Gaillon : commandant Joseph Chaulieu (1894-1985)[78].
- Orne : Victor Daum et Daniel Desmeulles arrêtés respectivement en février et juin 1944. Puis André Mazeline (20/06/1944).
- Calvados : président du CDL Calvados : Léonard Gille.
  - Commandant de l’Arrondissement de Caen : commandant Robert Le Coutour "Vaucelles"[79]
- Manche :
  - Président CDL Manche : Yves Gresselin « Colibri » (épicier à Cherbourg).

### Région Bretagne
- Morbihan : capitaine de frégate Paul Chenailler « Morice », avec le commandant Pierre-Louis Bourgoin, FFL, commandant le 4e bataillon de parachutistes SAS, à partir du 10 juin 1944, date de son parachutage au maquis de Saint-Marcel. Les capitaines FFI sont les suivants : Georges Hillion, Henri Réglain, André Aunier, Jacques de Beaufort, André de Neuville, Jean Le Coutaller, Gourgaud, Le Frapper,Milhesn de Ligny, Le Verre,Le Hermé, Cosqueric, Fevrenu, Jaffre, Bacon, Mahe, Colonel Le Garrec,
- Ille-et-Vilaine: général Marcel Allard
- Finistère : colonel Paul Fonferrier alias « Rossignol » (officier de la Coloniale), dirige le bataillon de Ploudalmézeau. Arrêté le 25 avril 1944, il sera déporté et remplacé par Henri Provostic alias « Benoît ». Arrêté lui aussi le 31 mai 1944, il sera déporté[80]. Remplacé par le lieutenant Joseph Grannec « Joseph 351 »[81].
  - Chef d’arrondissement de Brest : Joseph Garion (avoué à Brest), « commandant Somme-Py »[82] (1889-1948).
  - Chef des arrondissements hors Brest : commandant Faucher  « commandant Louis ».
- Côtes-du-Nord : Yves Le Hégarat « Marceau », Jean Lejeune dit commandant Émile, Jean Lebranchu dit Commandant Helen, puis Louis Le Meur « Commandant Rolland », commandant FFI de l’état-major des Côtes-du-Nord de juin à novembre 1944[83],[84],[85],[86].

### Région Pays de Loire
- Mayenne : Victor Daum de juin 1943 à son arrestation en février 1944 puis Jean Séailles « commandant Grégoire » (chef adjoint du réseau Aristide-Buckmaster) ; M. Counord.
- Sarthe : Victor Daum de juin 1943 à son arrestation en février 1944.
- Maine-et-Loire : Jean Eynaud de Faÿ « Rousseau », puis le « commandant Blanche ». Les FFI du Maine-et-Loire deviennent le 135e RI.
  - Président du CDL Maine-et-Loire : Roger Le Tétour[87],[88] (« Desporte » ou « Langevin »[89]).
- Loire-Inférieure (actuelle Loire-Atlantique) : François-Jacques Kresser-Desportes alias « Kinley », ayant pour adjoint commandant Terrière alias « Dick »[90],[91],[92].
- Vendée :

### Région Poitou-Charentes
- Deux-Sèvres : Gilbert Renault (futur Colonel Rémy[93],[94],[95]) Edmond Proust « Gapit » ou « Chaumette » (résistant OCM, AS).
  - Président du CDL : [...]
- Vienne : chef des FFI : colonel Chêne « colonel Bernard ».
  - Président du CDL : [...]
- Charente-Maritime : [...]
  - Président du CDL : [...]
- Charente : André Chabanne alias Blanqui (Armée secrète) et Bernard Lelay alias Bernard (Francs-tireurs et partisans)
  - Président du CDL : [...]

### Région Limousin
- Haute-Vienne : lieutenant-colonel Georges Guingouin « Raoul » ou « lou gran » (instituteur communiste, compagnon de la Libération, maire de Limoges 1945-1947)
- Creuse (et sud du Cher) : lieutenant-colonel Albert Fossey « François » (commercial aux Presses universitaires du Massif Central puis à la Sécanaise, SFIO, compagnon de la Libération).
- Corrèze : colonel Louis Godefroy « Rivière » (adjoint au commandant FFI régional en 1944, compagnon de la Libération) et à partir d’août 1944, Roger Lecherbonnier « Antoine »[96].

### Région Auvergne
- Allier : commandant Ernest Franck « Fabre » [97]
- Puy-de-Dôme : colonel Jean Garcie « Gaston »[98]
- Cantal : colonel Charles Mondange « Thomas »[99].
- Haute-Loire : commandant Serge Zapalski « Gevolde »[100].

### Région Aquitaine
- Dordogne : Roger Ranoux « colonel Hercule ».
- Lot-et-Garonne :
- Gironde :
- Landes :
- Basses-Pyrénées (actuelles Pyrénées-Atlantiques) :

### Région Midi-Pyrénées
- Lot : Robert Noireau (lieutenant-colonel Georges) ; Roger Lecherbonnier (instituteur, résistant FTP) en 07/1944.
- Aveyron :
  - commandant FFI : Bernard Henri Bonnafous « commandant Richard » avec deux adjoints : le Commandant Charles (FTPF) et le commandant Puget (ORA). Le colonel Benoît dirige le secteur nord, le colonel Devillers, le secteur sud[101].
  - Effectifs : 1 000 début 1944, 10 000 en août de la même année[102].
- Tarn : Maurice Redon « Durenque » (officier du Service géographique de l’armée)[26], dont Zone A du Tarn (sud) :
  - Charles d’Aragon,
  - Pierre Dunoyer de Segonzac.
- Tarn-et-Garonne : commandant ou chef d’état-major FFI : colonel Laurent Langeron « Larzac » puis « Leduc », choisi le 17 juin 1944 par le CDL mais, le 13 juillet, le chef FFI régional Ravanel nomme en fait Noël Duplan (agent des ponts-et-chaussées, militant radical-socialiste) alias « Nil »[103]. Henri Viltard, chef départemental des Corps francs de la Libération.
- Hautes-Pyrénées :
- Haute-Garonne : Jean-Pierre Vernant « colonel Berthier ».
- Ariège : Camille Sourys « lieutenant-colonel Aubert »[104].
- Gers : capitaine Gabriel Termignon (officier de réserve, résistant AS), arrêté le 15 juillet 1944. Puis le commandant Marcel Lesur[105].
  - chef CDL : M. Vila[61].
  - Effectifs : « On estimait à l'époque entre 6 000 et 7 000 hommes son effectif global[105] ».

### Région Languedoc-Roussillon
- Pyrénées-Orientales : Louis Torcatis puis Dominique Cayrol
- Aude : Jean Bringer « Myriel » (fils d’un fondateur du Canard enchaîné, officier, ingénieur des eaux-et-forêts, résistant AS) mais fusillé par les Allemands le 19 août 1944[106],[107].
- Hérault : commandant Armée Secrète : Bernard Henri Bonnafous « commandant Robin puis Richard » jusqu’à mai 1944
- Gard : Michel Bruguier[108]
- Lozère : colonel Emile Peytavin.

### Région Provence
- Vaucluse : Yvonne de Komornicka, dite « Kléber », chef départemental[109].
- Bouches-du-Rhône : directoire composé d’Albert Hagège dit « Tibère » (Franc-Tireur), Georges Flandre dit « Montcalm » (Combat) et Jacques Renard, dit « Thibaut » ou « Turpin »[110].
- Var : capitaine Salvatori (capitaine d’active (marsouin), ex-chef départemental de l’AS)[111].
  - Président du CDL du Var : Frank Arnal (chef du SR des MUR du Var) vers mars 1942 puis Louis Martin-Bret[111].
- Alpes-Maritimes : Jean Orbello, Compagnon de la Libération, chef du secteur Nord. Officier aviateur de réserve Melin « Chatel »[112].
- Alpes-de-Haute-Provence : André Mélin dit « Denan ».
- Hautes-Alpes : Paul Héraud « commandant Dumont » (tué en opération le 09/08/44, compagnon de la Libération).

### Région Rhône-Alpes
- Savoie : Général Georges Héritier « capitaine Blanchard ».
- Haute-Savoie : colonel Nizier et Jean Rosenthal (compagnon de la Libération).
- Ain (et Haut-Jura) : colonel Henri Romans-Petit.
- Isère : Albert de Seguin de Reyniès (arrêté par la Gestapo), Alain Le Ray (officier d’active), Sam Job (officier de réserve)
- Drôme : Jean-Pierre de Lassus Saint Geniès « Legrand » (officier d’active)
- Ardèche : René Calloud.
- Rhône : Raymond Basset, dit Mary « commandant Mary » (compagnon de la Libération).
- Loire : Raymond Basset, dit Mary « commandant Mary » ; Jean Marey (ancien instituteur devenu officier).
- de l’Ain, du Jura, de la Saône-et-Loire : Henry Jaboulay (industriel, compagnon de la Libération).

### Autres chefs FFI locaux
- Étienne Poitau « capitaine Stéphane », commandant la « compagnie Stéphane » en Isère (1er Bataillon de marche FFI de l’Isère).
- commandant André Pommiès (chef de la région de Toulouse)
- Jacques Chapou (professeur de lycée révoqué en 1941 car franc-maçon) dit « capitaine Philippe ». En mai 1944, il prend le commandement des maquis de la Corrèze, puis ceux de la Creuse, de l’Indre et de la Haute-Vienne, sous le nom de « Kléber ».
- Charles Stenger alias « Richard », adjoint au Chef d’État-Major FFI de Meurthe-et-Moselle[113],[114].

## Appréciations des officiers de l’armée française
Le maréchal Leclerc, commandant la 2e DB, avait une piètre opinion de la valeur militaire des FFI. Ainsi, après la libération de Paris en août 1944, il déclara : « FFI, estimation d’ensemble… 10 % de très bons, braves et réellement combattants, 20 à 25 % acceptables. Le reste, racaille et fumisterie ».
Concernant les FFI du Massif Central, l’opinion du maréchal de Lattre de Tassigny est toute autre, qui relate ainsi la reddition de la colonne Elster à Decize : « Traquées par les maquis du Centre (toutefois composés de noyaux militaires), remarquables de mordant et d’habileté, les troupes allemandes renoncent à forcer un impossible destin. Le général Elster, qui les conduit, prend contact avec le commandement américain dont il espère sans doute plus de mansuétude que des terroristes qui l’ont vaincu : le 11 septembre, 19 312 généraux, officiers et soldats de la Wehrmacht déposent leurs armes et vont se livrer, dans la région d’Orléans, à la 83e division d’infanterie américaine ».